# Comuna Vânători, Mureș
Vânători (în maghiară: Héjjasfalva, în germană: Teufelsdorf) este o comună în județul Mureș, Transilvania, România, formată din satele Archita, Feleag, Mureni, Șoard și Vânători (reședința).

## Demografie
Componența etnică a comunei Vânători
     Romi (41,37%)
     Români (36,67%)
     Maghiari (15,69%)
     Alte etnii (0,07%)
     Necunoscută (6,2%)
Componența confesională a comunei Vânători
     Ortodocși (72,67%)
     Reformați (12,95%)
     Creștini după evanghelie (1,84%)
     Romano-catolici (1,36%)
     Unitarieni (1,11%)
     Penticostali (1,02%)
     Alte religii (2,52%)
     Necunoscută (6,54%)
Conform recensământului efectuat în 2021, populația comunei Vânători se ridică la 4.131 de locuitori, în creștere față de recensământul anterior din 2011, când fuseseră înregistrați 3.901 locuitori. Cei mai mulți locuitori sunt romi (41,37%), cu minorități de români (36,67%) și maghiari (15,69%), iar pentru 6,2% nu se cunoaște apartenența etnică. Din punct de vedere confesional, majoritatea locuitorilor sunt ortodocși (72,67%), cu minorități de reformați (12,95%), creștini după evanghelie (1,84%), romano-catolici (1,36%), unitarieni (1,11%) și penticostali (1,02%), iar pentru 6,54% nu se cunoaște apartenența confesională.

## Politică și administrație
Comuna Vânători este administrată de un primar și un consiliu local compus din 13 consilieri. Primarul, Mircea-Augustin Felegean[*], de la Partidul Național Liberal, este în funcție din 2016. Începând cu alegerile locale din 2024, consiliul local are următoarea componență pe partide politice:
|  | Partid                                 | Consilieri | Componența Consiliului | Componența Consiliului | Componența Consiliului | Componența Consiliului | Componența Consiliului |
|  | -------------------------------------- | ---------- | ---------------------- | ---------------------- | ---------------------- | ---------------------- | ---------------------- |
|  | Partidul Național Liberal              | 5          |                        |                        |                        |                        |                        |
|  | Alianța pentru Unirea Românilor        | 4          |                        |                        |                        |                        |                        |
|  | Partidul Social Democrat               | 2          |                        |                        |                        |                        |                        |
|  | Uniunea Democrată Maghiară din România | 2          |                        |                        |                        |                        |                        |

## Atracții turistice
- Biserica evanghelică fortificată din satul Archita, construcție secolul al XVI-lea
- Biserica ortodoxă din satul Feleag, construcție 1860
- Biserica reformată din satul Mureni, construcție 1739
- Biserica reformată din Vânători
- "Dealul Pietriș" (alt. 839 m.)

## Imagini

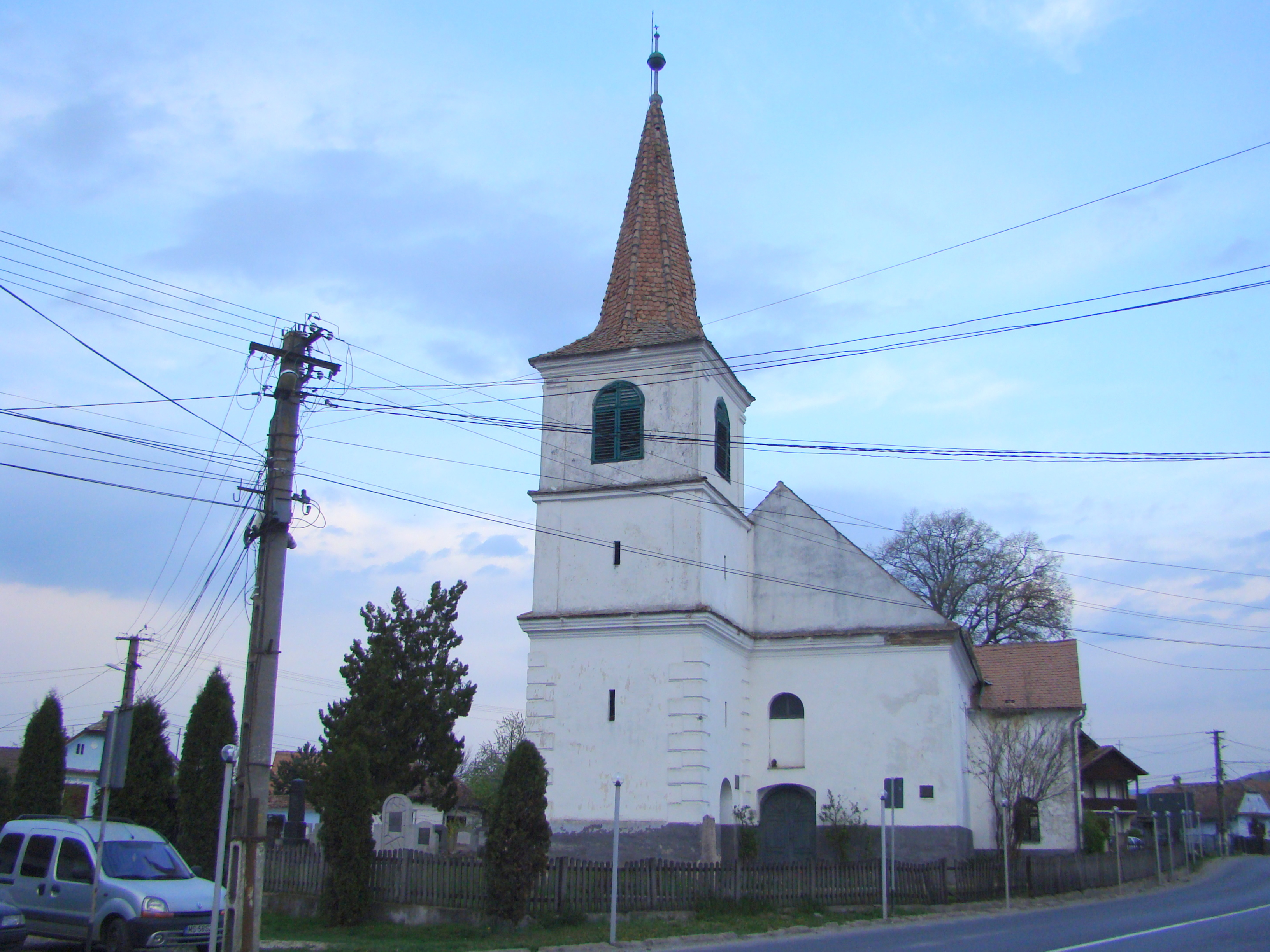
Biserica reformată din Vânători (secolul XIII)
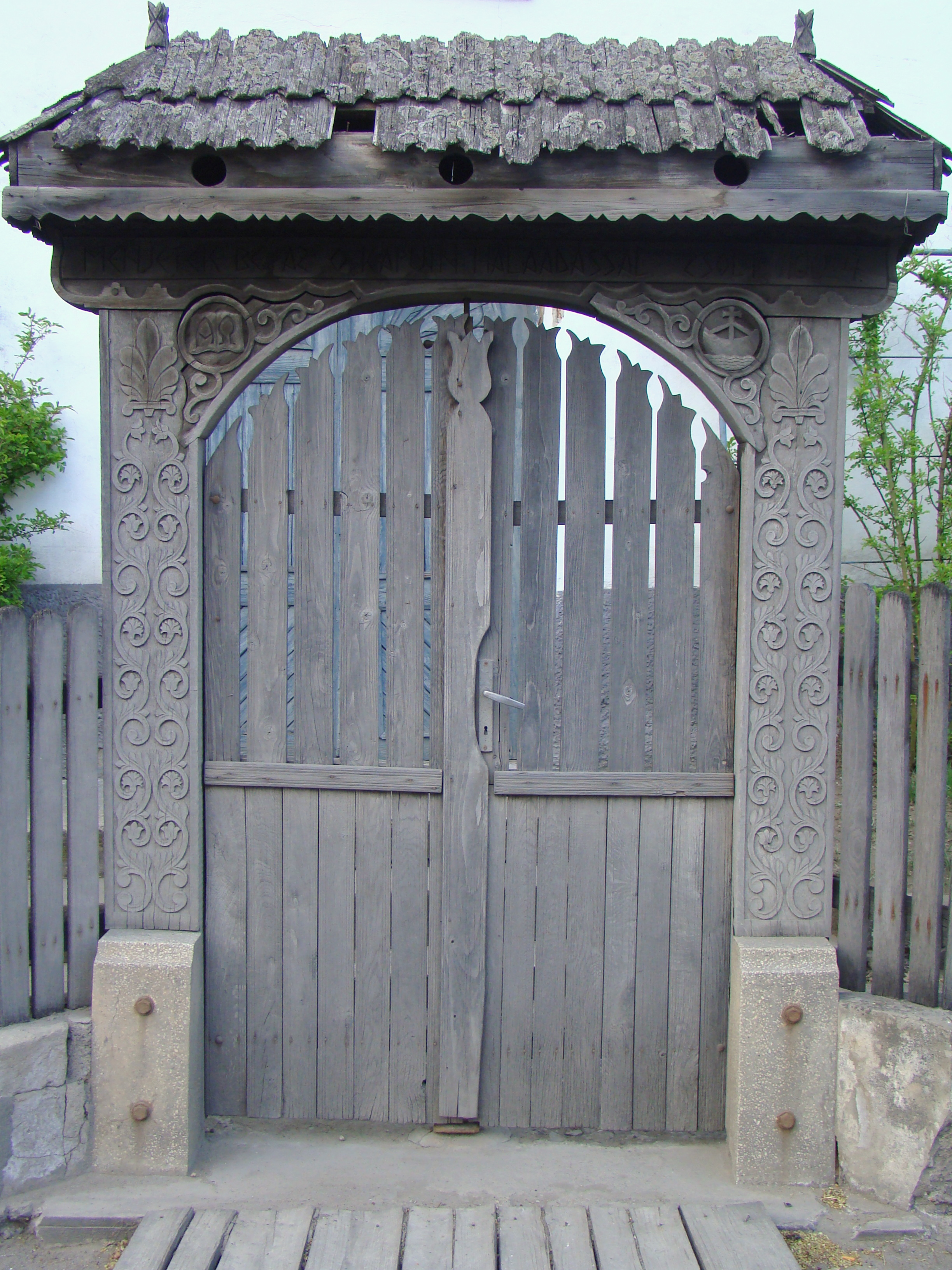
Poarta de lemn a bisericii reformate din Vânători
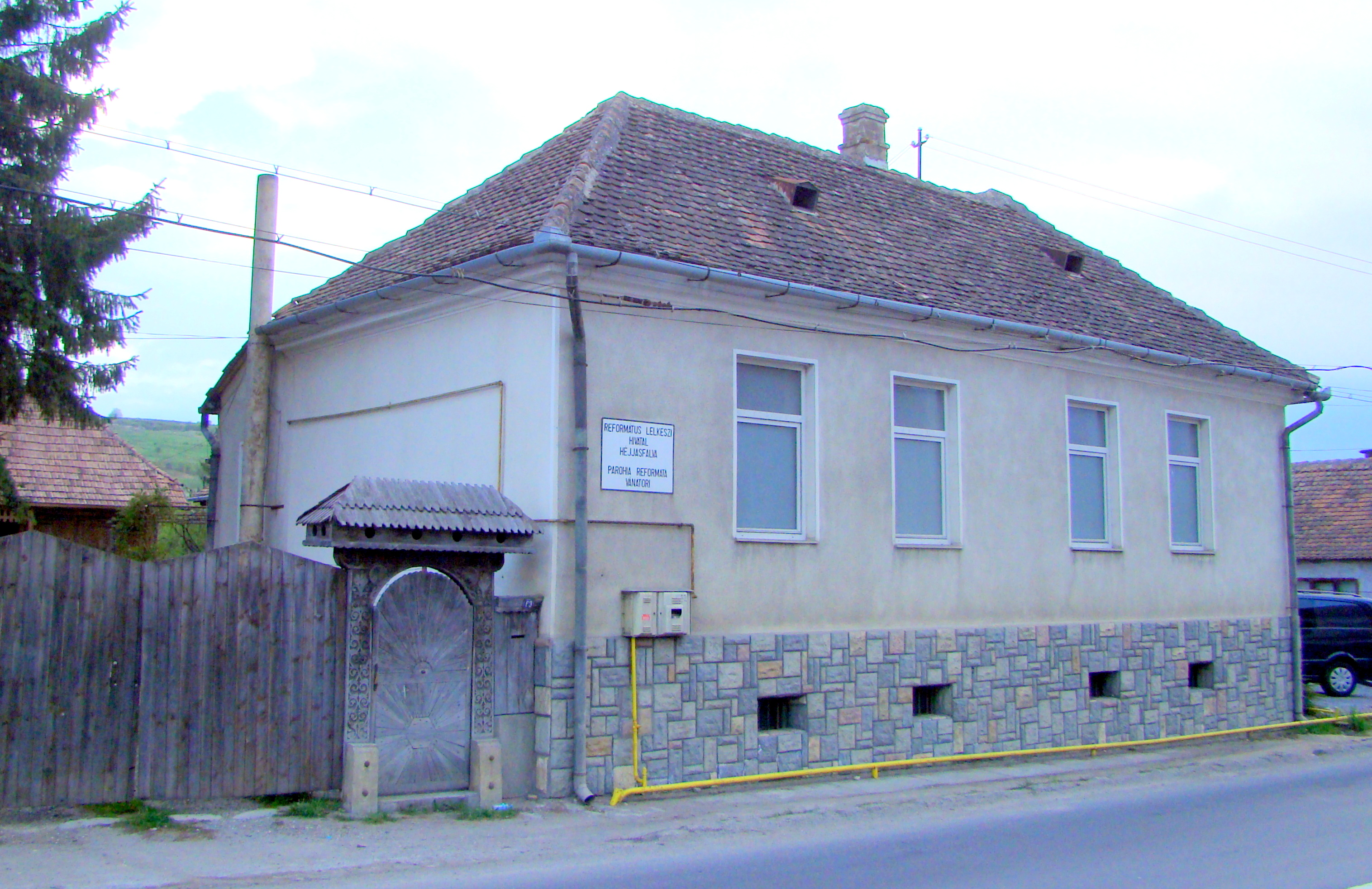
Casa parohială a bisericii reformate (monument istoric)
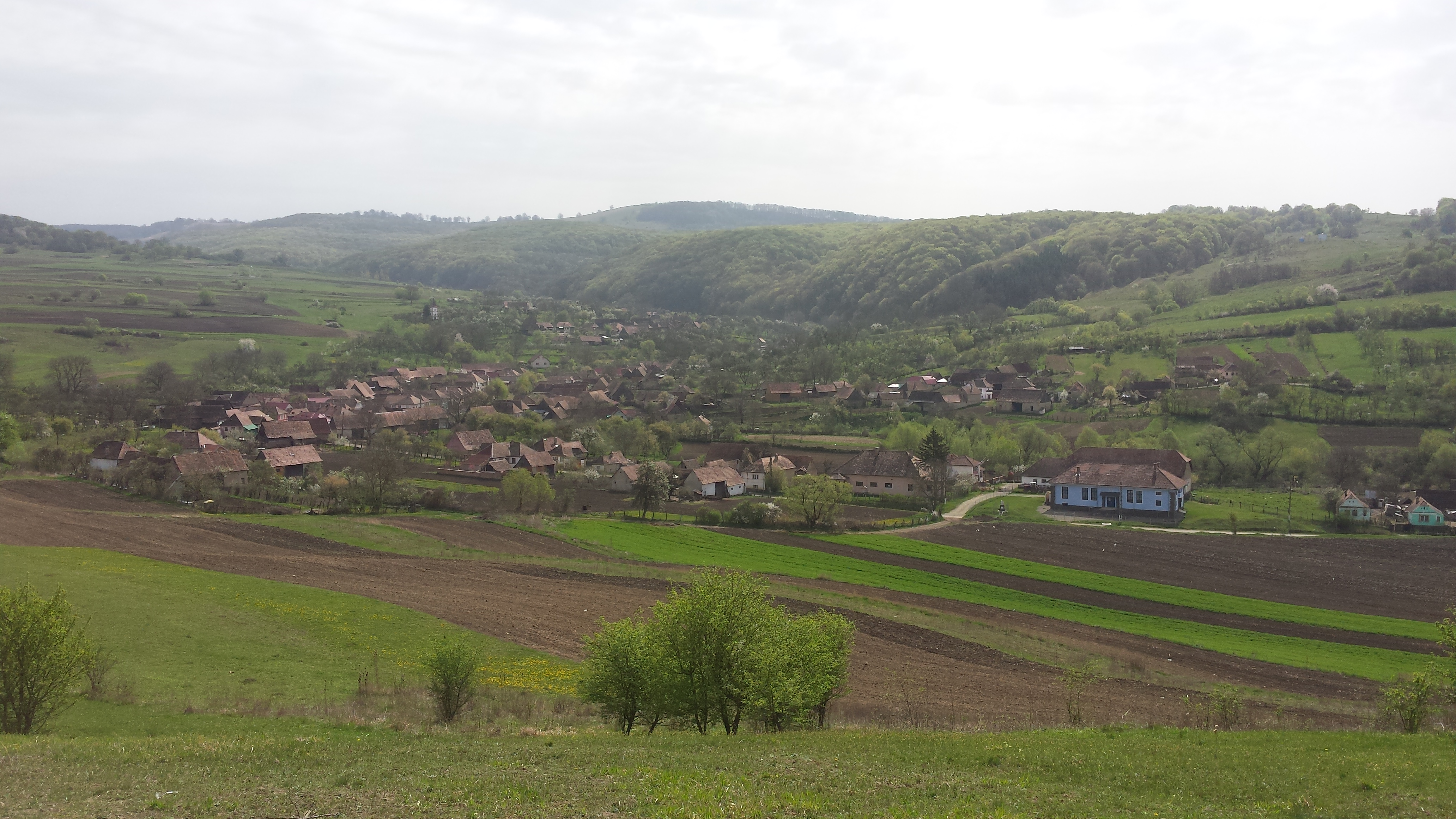
Satul Feleag
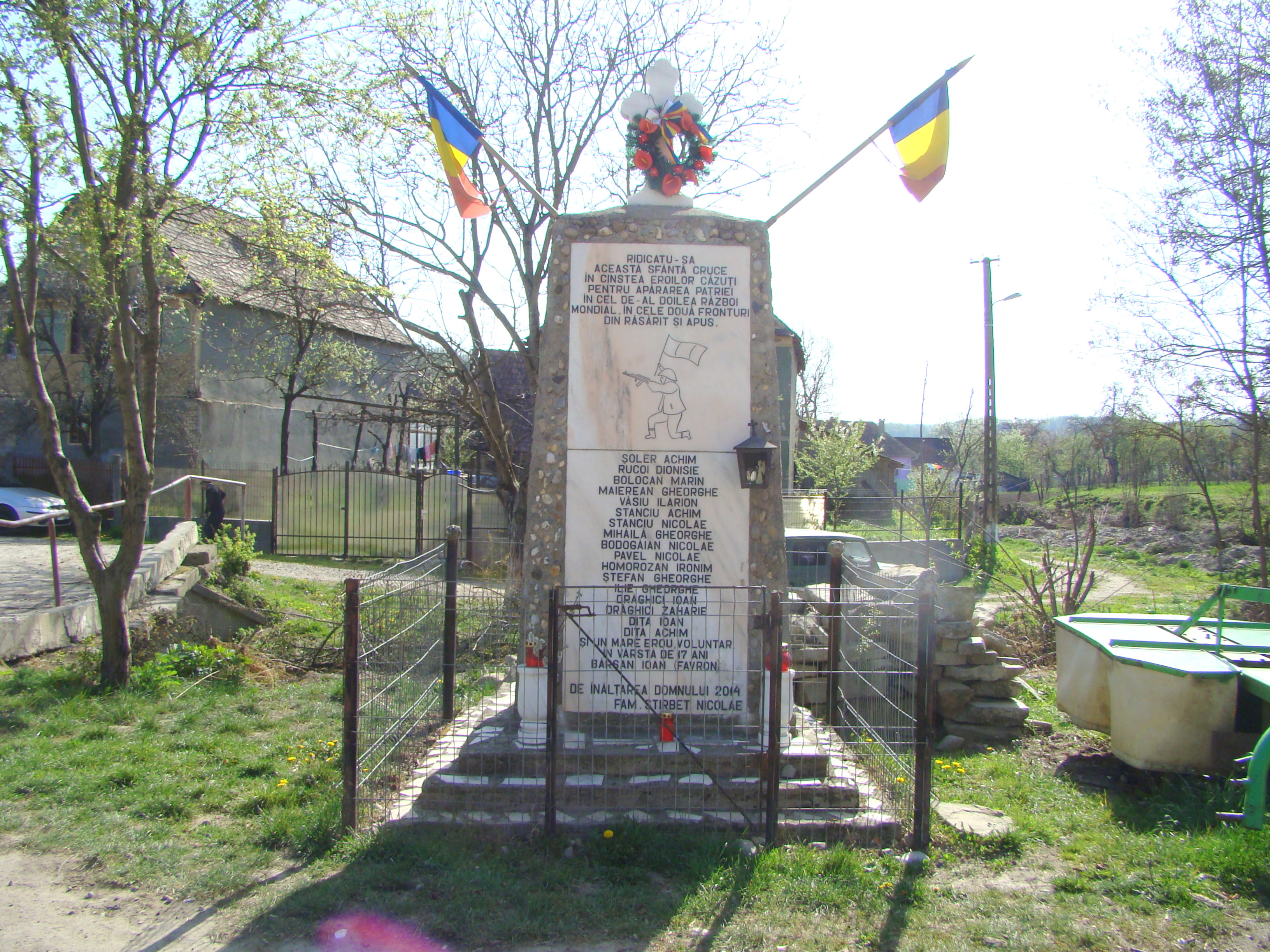
Monumentul eroilor din Feleag
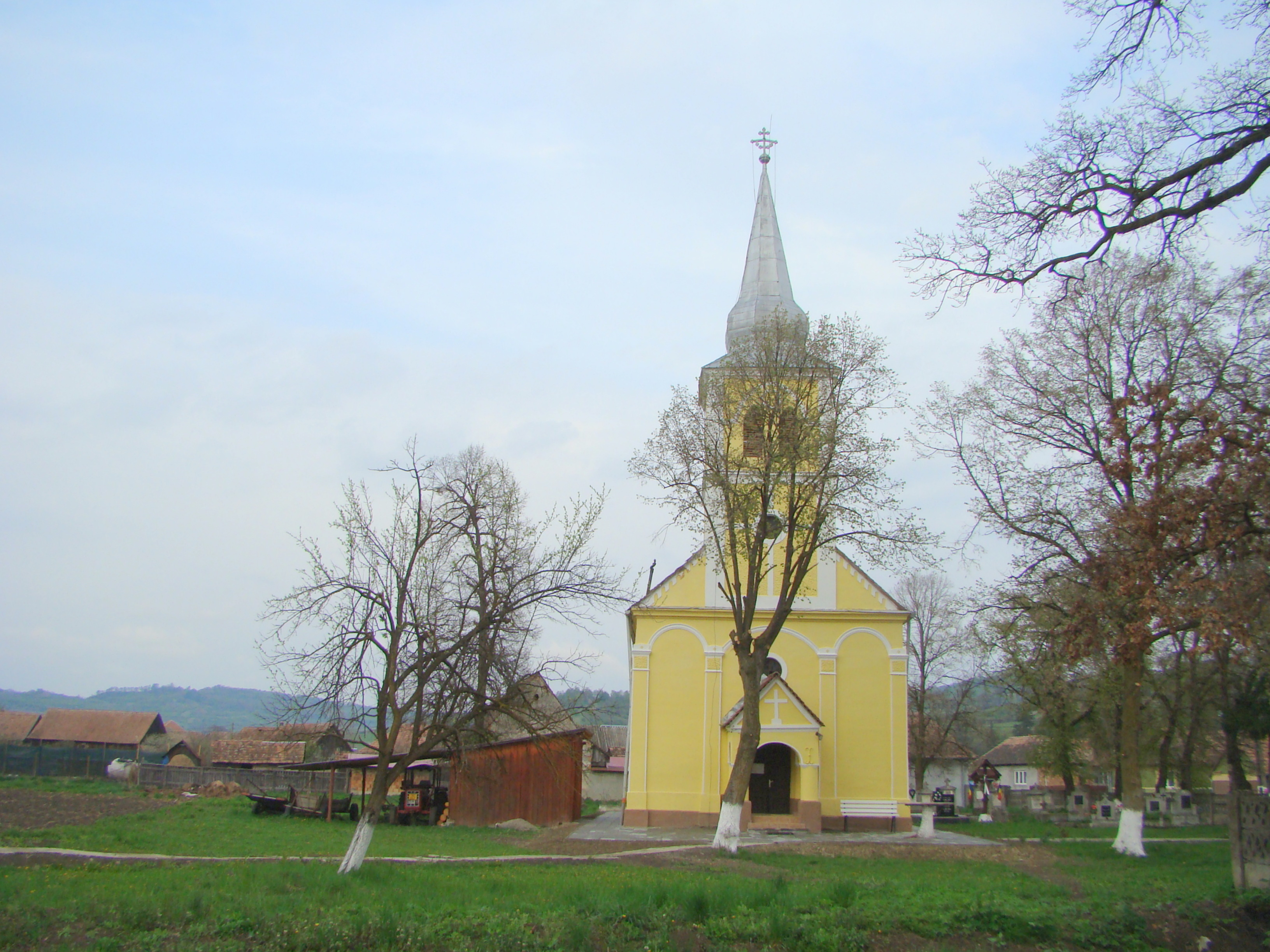
Biserica ortodoxă din satul Șoard
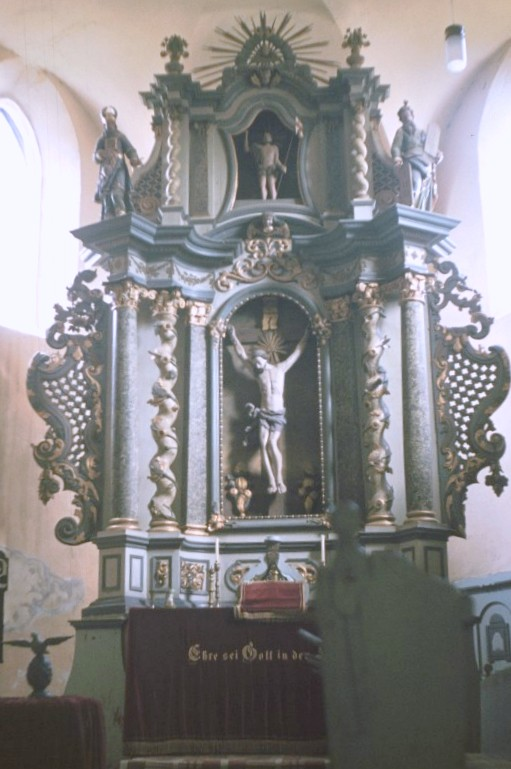
Altarul bisericii evanghelice din Archita
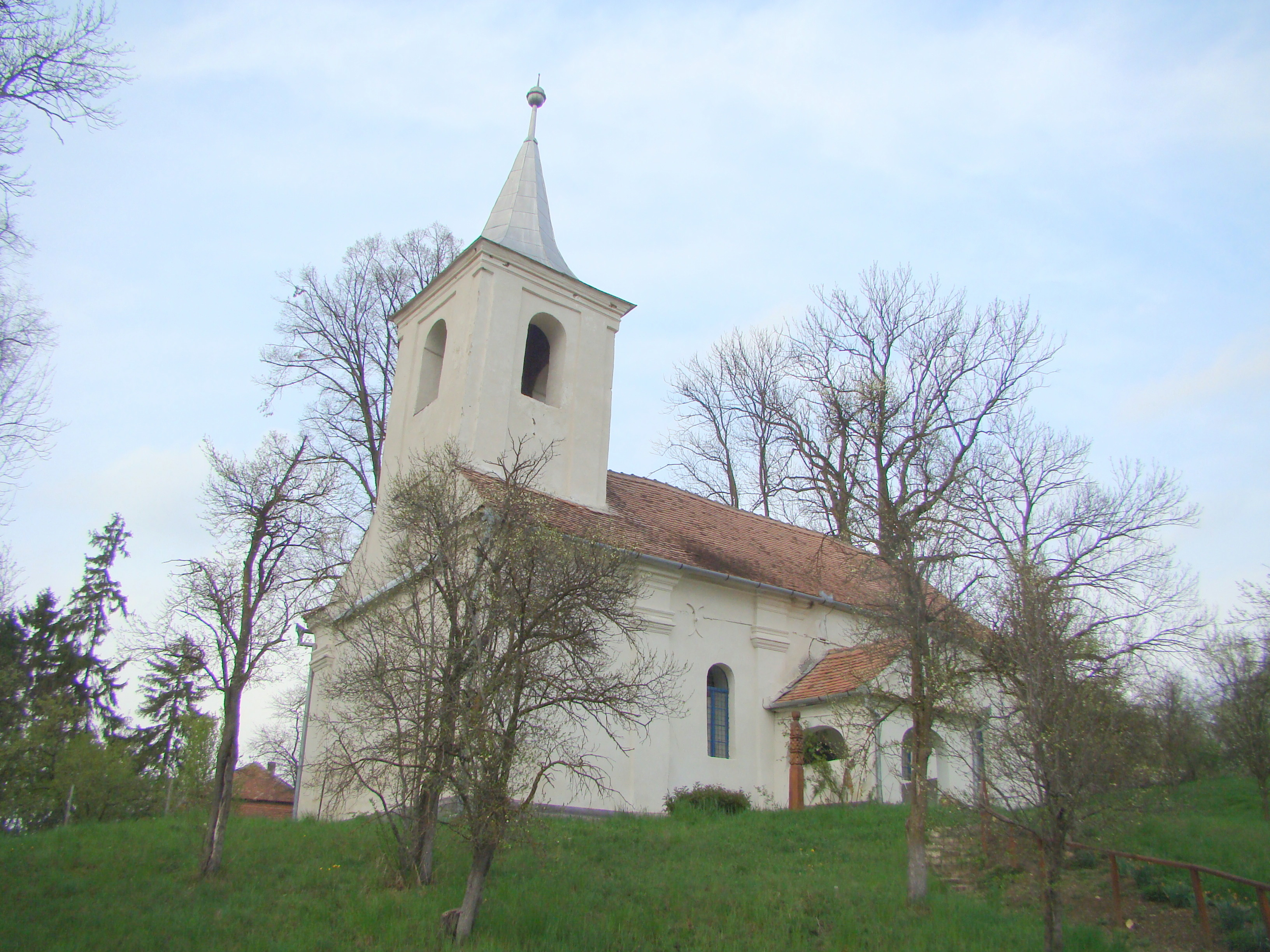
Biserica unitariană din satul Șoard
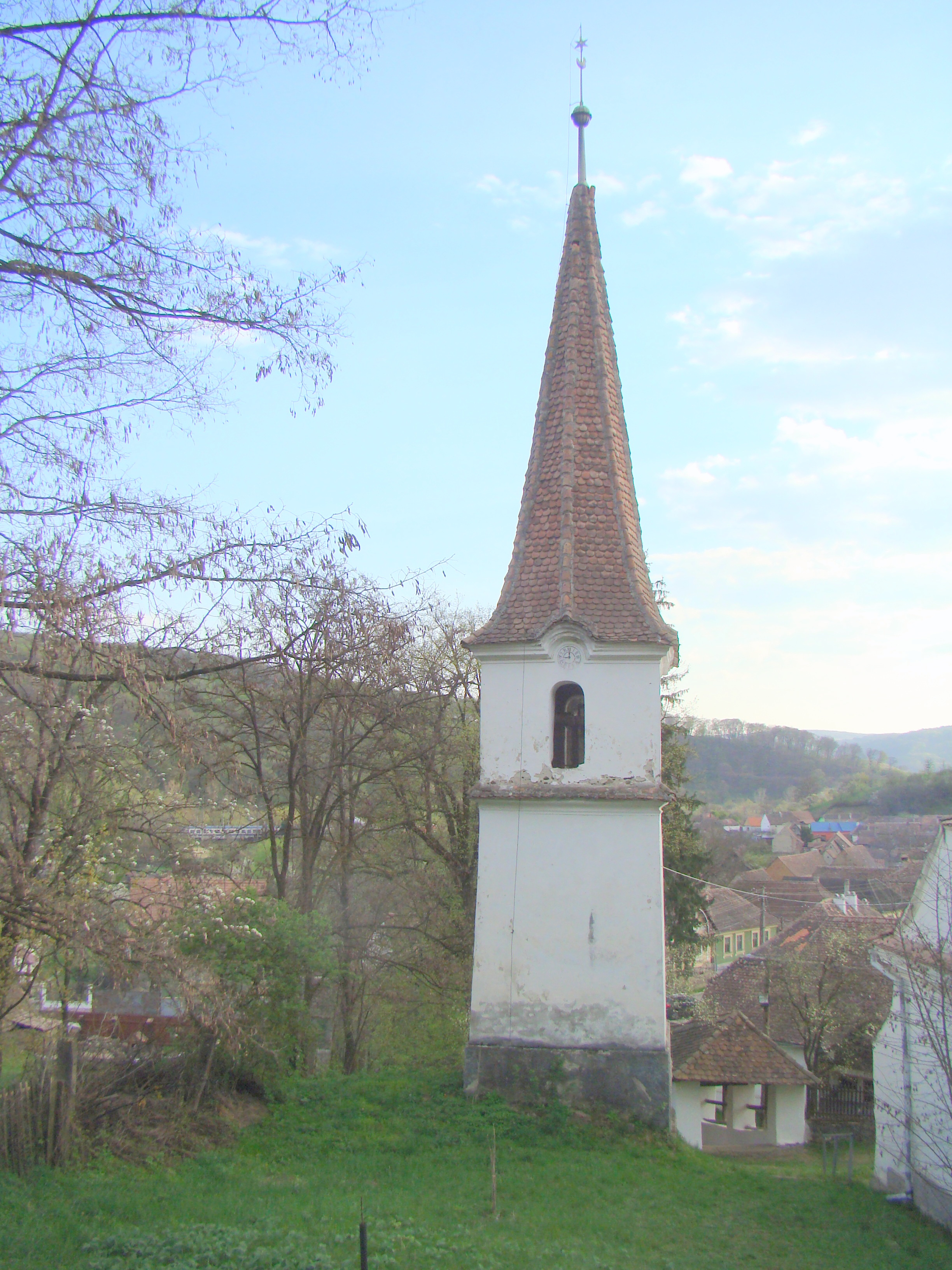
Turnul bisericii reformate din satul Mureni
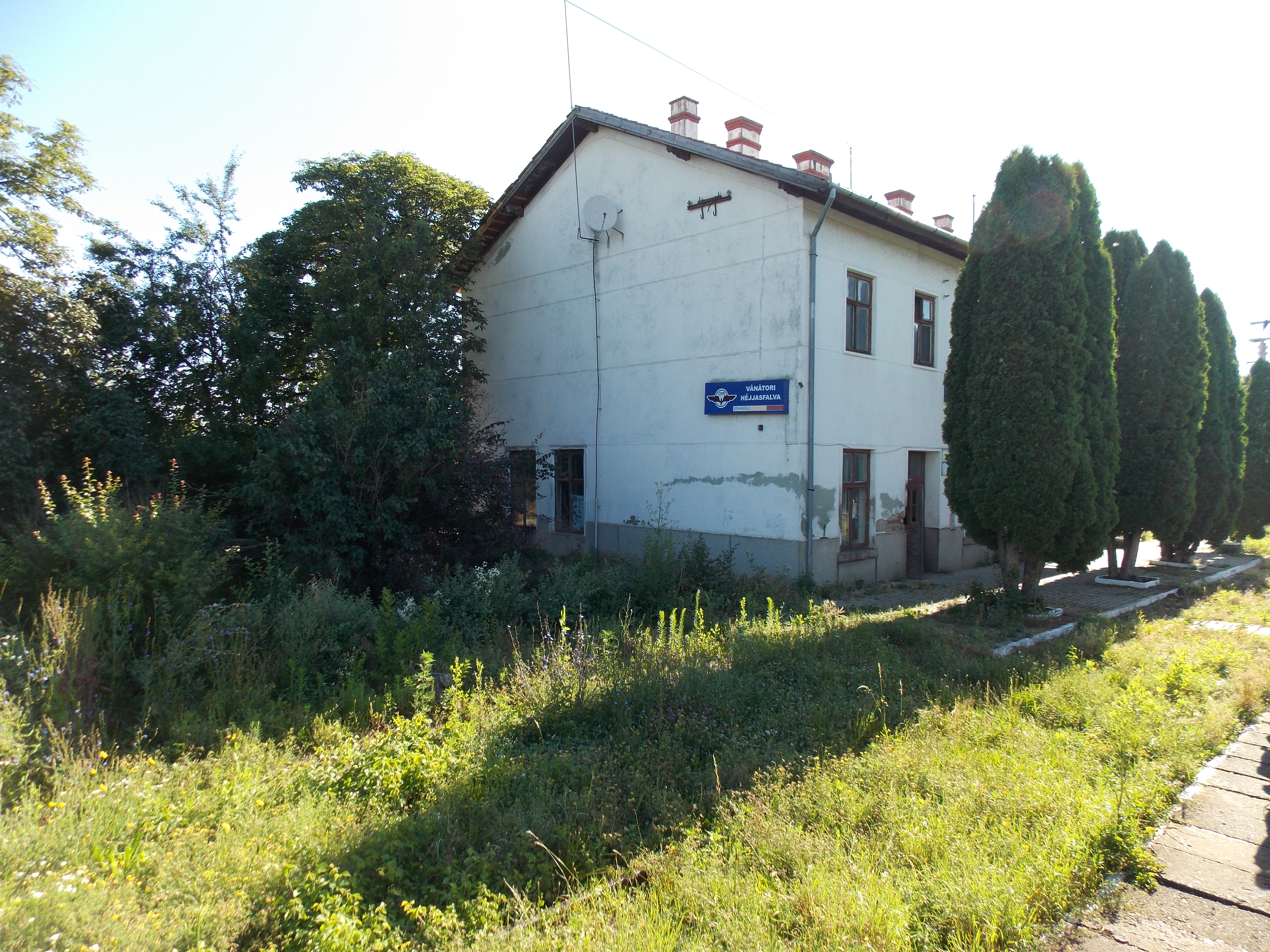
Gara Vânători